# Orfelia chilensis
Orfelia chilensis är en tvåvingeart som beskrevs av Freeman 1951. Orfelia chilensis ingår i släktet Orfelia och familjen platthornsmyggor. Inga underarter finns listade i Catalogue of Life.